# Чемпион (фильм, 2010)
«Чемпио́н» (англ. Secretariat) — биографическая драма 2010 года о лошади по кличке Секретариат, которая в 1973 году смогла сделать то, что никому не удавалось на протяжении 25 лет — выиграть подряд три престижнейших скачки из серии «Тройная корона». Это история и о том, как люди, встречаясь лицом к лицу со своими страхами, находясь в, казалось бы, безвыходном положении, не останавливаются, идут вперёд и добиваются своих целей.
Слоган фильма: «The Impossible True Story» («До невозможности реальная история»).

## Сюжет
Сюжет фильма основан на истории жеребца по кличке Секретариат и его хозяйки Пенни Твиди, которой удалось не только спасти от банкротства доставшийся от отца бизнес, но и вырастить выдающегося скакуна, победителя скачек «Тройной короны».
Каждому необходим герой. В этой истории их двое. Массивная, каштанового цвета лошадь, которую среди своих называли «Большой рыжик» и домохозяйка из Денвера, такая же харизматичная, как её конь, и полностью поменявшая свою жизнь. Когда Пенни Ченери согласилась принять на себя заботы о конюшне своего безнадёжно больного отца, ей, такой далёкой от лошадей и скачек, и в голову не могло прийти, — какой сокрушительной славой это обернётся. Пробираясь через все превратности коневодства при помощи ветеринара и тренера лошадей Люсьен Лоран, Пенни удалось обойти всех мужчин, традиционно действующих в этом очень прибыльном (для некоторых) бизнесе, — скачках. Секретариат — единственная лошадь, которая почти до самой своей смерти не знала поражений.
Пенни Твиди (Дайан Лейн), начав после смерти матери разбирать её бумаги, обнаружила, что принадлежащие родителям дом, земля и конюшни, где когда-то выращивались одни из лучших скаковых лошадей в США, могут пойти с молотка, и загорелась желанием сохранить семейный бизнес. Оставив четырёх детей на попечение мужа (Дилан Уолш), она взяла на себя руководство хозяйством, которым в последние годы управляла по большей части мать, так как отец Пенни, старый мистер Ченери (Скотт Гленн) с некоторых пор уже не был в состоянии адекватно воспринимать действительность.
Первым делом она уволила мошенника-тренера, собиравшегося продать, в расчете заработать на процентах от сделки, нескольких ценных лошадей другому заводчику, у которого он также работал. На смену ему она по рекомендации старого приятеля отца Була Хэнкока (Фред Далтон Томпсон) нанимает канадца Люсьена Лорена (Джон Малкович), который совсем уже было собрался отправиться на покой, но, подумав, решил отложить свой уход на заслуженный отдых.
Вскоре одна из кобыл Пенни родила жеребёнка, которого назвали Большой рыжик. Новорожденный практически сразу после появления на свет встал на ноги, что было расценено всеми как доброе предзнаменование. Пенни вместе с Лореном, секретарём своего отца, мисс Хэм (Марго Мартиндейл), и конюхом Эдди (Нелсан Эллис) постарались сделать все, чтобы это предзнаменование сбылось.
Когда Рыжику пришла пора принимать участие в заездах, Федерация конного спорта потребовала дать ему для протокола уникальную кличку. Все предложенные варианты члены Федерации забраковывали, и тогда мисс Хэм предложила назвать жеребца «Секретариат».
Именно под этим необычным именем он вошёл в историю и стал легендой конного спорта Америки, когда в 1973 году выиграл три престижнейших состязания и стал обладателем приза, известного под названием «Тройная корона», который уже 25 лет не выигрывала ни одна лошадь.

## В ролях
| Актёр               | Роль                                   |
| ------------------- | -------------------------------------- |
| Дайан Лейн          | Пенни Твиди                            |
| Джон Малкович       | Люсьен Лорен тренер                    |
| Дилан Уолш          | Джек Твиди муж Пенни                   |
| Марго Мартиндейл    | мисс Элизабет Хэм секретарь отца Пенни |
| Нелсан Эллис        | Эдди Свит конюх                        |
| Отто Торварт        | Рон Туркотт                            |
| Фред Далтон Томпсон | Артур «Бул» Хэнкок                     |
| Джеймс Кромвелл     | Огден Фиппс                            |
| Скотт Гленн         | Кристофер Ченери отец Пенни            |
| Майкл Хардинг       | Е. В. Бенджамин                        |
| Ричард Фуллертон    | Ричард Клибург                         |
| Тим Уэр             | Джон Галбреф                           |
| Нестор Серрано      | Фрэнк «Панчо» Мартин                   |
| Кит Остин           | Лаффет Пинкей                          |
| Кевин Коннолли      | Билл Нэк                               |
| Эрик Ланж           | Энди Бейер                             |
| Дрю Рой             | Сет Хэнкок сын Була Хэнкока            |
| Карисса Капобианко  | Сара Туиди                             |
| Аманда Мичалка      | Кейт Твиди                             |
| Шон Майкл Каннингем | Крис Твиди                             |
| Джейкоб Родс        | Джон Твиди                             |
| Дилан Бейкер        | Холлис Ченери брат Пенни               |
| Грэм Мактавиш       | Эрл Дженсен                            |